# Capnia singularis
Capnia singularis är en bäcksländeart som beskrevs av Zhiltzova 1974. Capnia singularis ingår i släktet Capnia och familjen småbäcksländor. Inga underarter finns listade i Catalogue of Life.